# Murwi
Murwi est une commune du Burundi située dans la province de Cibitoke. La bataille de Murwi a opposé l’armée burundaise aux groupes rebelles le 30 décembre 2014.